# Вокка, Гергард Яковлевич
Герга́рд Я́ковлевич Во́кка (1887—1988) — краевед, автор ряда публикаций по истории Ленинградской области, первый Почётный гражданин города Всеволожска.
Г. Я. Вокка родился в 1887 году в городе Тарту Лифляндской губернии в семье садовника.
В 1890 году его родители переехали в имение барона А. Н. Корфа в деревне Волковицы Санкт-Петербургской губернии.
В 1895 году семья снова переезжает, его отец Яков Вокка, получил место садовника в имении Павла Александровича Всеволожского — мызе Рябово, ныне находящейся на территории города Всеволожска и служил в этой должности до 1910 года.
Окончил немецкую школу Анненшуле в Санкт-Петербурге.
С 1910 года работал бухгалтером на заводе «Полте».
В 1915 году мобилизован. Воевал в Первую мировую войну в 40-м стрелковом Сибирском полку.
В феврале 1919 года, поступил на службу бухгалтером на Капсюльный завод (позднее он назывался — Завод сельскохозяйственных машин, затем — Завод № 5, сейчас — НПО «Краснознамёнец»), где проработал до 1956 года.
Отец — Яков Петрович Вокка — в 1920 году стал делегатом I-го съезда сельских Советов Рябовской волости, а затем работал в волисполкоме и Всеволожском сельском Совете.
Сестра — Эрика Яковлевна Вокка — с 1921 года работала в детском отделении Рябовской земской больницы.
В 1938 году, по одной из версий, Г. Я. Вокка был репрессирован и выслан на Север, но по личному распоряжению К. Е. Ворошилова был возвращён на завод, по другой версии — в связи с эстонским происхождением был уволен с работы, переехал в Архангельскую область, но через год, по ходатайству руководства завода был возвращён на должность главного бухгалтера.
Гергард Яковлевич Вокка — блокадник, всю войну проработал на заводе, награждён медалями «За оборону Ленинграда» (1943) и «За доблестный труд в Великой Отечественной войне 1941—1945 гг.» (1946).
В 1953 году Г. Я. Вокка был награждён высшей правительственной наградой — орденом Ленина.
Начиная с 1956 года, после выхода на пенсию, Г. Я. Вокка посвятил свою жизнь изучению истории Ленинградской области с древнейших времен и до наших дней. Много лет он работал с документами в ленинградских архивах. Автор многочисленных публикаций. Являлся внештатным корреспондентом районной газеты «Невская заря». Помимо русского языка, владел эстонским, немецким и французским.
Научные работы Г. Я. Вокка были использованы при создании экспозиции Всеволожского историко-краеведческого музея.
В 1988 году решением Всеволожского исполкома Гергарду Яковлевичу Вокка, первому в истории города было присвоено звание Почётного гражданина Всеволожска.
В том же году, после смерти Гергарда Яковлевича, одна из улиц в центре города Всеволожска была названа в его честь.